# ベンジャミン・ウォーターハウス

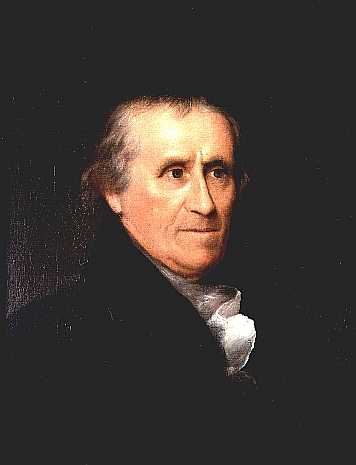
ベンジャミン・ウォーターハウス

ベンジャミン・ウォーターハウス（Benjamin Waterhouse、1754年3月4日 - 1846年10月2日）は、アメリカ合衆国の医師である。ハーバード医学校の設立者の一人で、教授を務めた。アメリカ合衆国で初めて種痘を実施したことで知られる.。

## 略歴
ロードアイランド州のニューポートのクエーカー教徒の椅子職人の息子に生まれた。16歳の時に、医師に弟子入りして医学の世界に入った。21歳でヨーロッパに渡り、ロンドンのジョン・フォザーギルのもとや、エディンバラ大学の医学校などの有名な施設で医学を学んだ。ライデン大学で1780年に医学の学位を得た。オランダでは後にアメリカの大統領となるジョン・アダムスとルームメートであった。
1782年にアメリカに戻り、ジョン・ウォーレン（John Warren）、アーロン・デクスター（Aaron Dexter）らとハーバード医学校を設立し、医学理論、臨床医学を教えた。ロードアイランド州のRhode Island College（現在のブラウン大学）の研究員（フェロー）にも選ばれた。1795年にアメリカ芸術科学アカデミーの会員に選ばれた。1814年にボストン医学校の設立に反対して、ハーバード医学校を退職した。
アメリカ合衆国での種痘を実施に関しては、天然痘の防止に種痘を用いることを旧知の大統領、ジョン・アダムスに訴えるが、返事がなかったことから、副大統領のトーマス・ジェファーソンに資料を送り、1900年に援助をうけることに成功した。翌年、ジェファーソンは大統領になり、ウォーターハウスは、エドワード·ジェンナーの開発した牛痘ワクチン接種を自分の4人の子供に実施した。ボストンの保健委員会のおこなった、ワクチン効果の実証実験を主管し、その免疫効果のあることを実証した。

## 著作
- A Synopsis of a Course on the Theory and Practice of Medicine. In Four Parts (1786)
- The Rise, Progress, and Present State of Medicine (1792)
- A Prospect of Exterminating the Small Pox, Part I (1800), Part II (1802)
- Cautions to Young Persons Concerning Health...Showing the Evil Tendency of the Use of Tobacco...with Observations on the Use of Ardent and Vinous Spirits (1805)
- Information Respecting the Origin, Progress, and Efficacy of the Kine Pock Inoculation (1810)
- The Botanist, Being the Botanical Part of a Course of Lectures on Natural History...Together with a Discourse on the Principles of Vitality (1811)